# معهد القديسة جان أنتيد

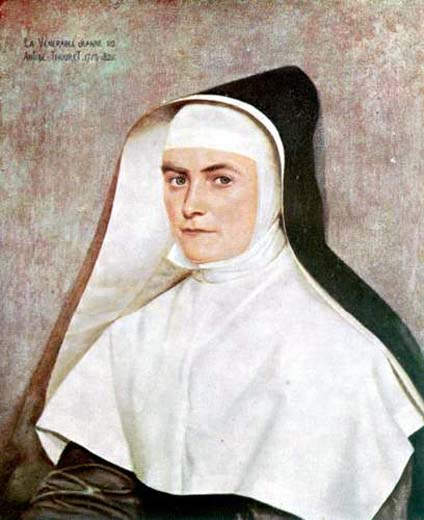
جان أنتيد توريه.

معهد القديسة جان أنتيد أحد أعرق مدارس البنات في مدينة الإسكندرية المصرية، أسسها راهبات المحبة (البيزنسون) سنة 1934م. تقع في حي الشاطبي. وهي اليوم من المدارس الخاصة، تعلم نحو ألف طالبة من مرحلة الحضانة حتى الثانوية العامة باللغة الفرنسية.